# Nybrännans naturreservat
Nybrännans naturreservat är ett naturreservat i Torsby kommun i Värmlands län.
Området är naturskyddat sedan 2021 och är 135 hektar stort. Reservatet ligger omkring Östersjön och mittre delen av Mellansjön och består av gammal granskog på hög höjd och på lägre nivåer två sjöar, Mellansjöbäcken och öppna myrar med fattig vegetation. 